# Ирина Мерлени
Ирина Мерлени (Камјањец-Подиљски, 8. фебруар 1982) је украјинска рвачица и олимпијски победница. На Светском првенству у Софији 2000. први пут је постала светска шампионка. Наредне године титулу је одбранила исто у Софији, а на Европском првенству у Будимпешти дошла је до сребра. На Светском првенству 2003. у Њујорку освојила је своје треће злато, а 2004. на Европском првенству у Шведској постала је европска првакиња. На Олимпијским играма у Атини 2004. женско рвање је уведено у олимпијски програм, и Мерлени је постала прва олимпијска шрвакиња до 48кг. На Светском првенству 2005. освојила је сребро, а на Европском злато. До сребра је дошла и на Светском првенству 2007, а наредне године на Олимпијским играма у Пекингу освојила је своју другу олимпијску медаљу, овога пута бронзу. Такмичила се и на Олимпијским играма у Лондону 2012. где је заузела пето место.

## Рееференце
1. ↑  „Irini MERLENI - Olympic Wrestling Freestyle”. Olympics.org. Приступљено 2016-11-13.